# Тихий Ключ (Бєлорєцький район)
Ти́хий Ключ (рос. Тихий Ключ, башк. Тихий Ключ) — присілок (колишнє селище) у складі Бєлорєцького району Башкортостану, Росія. Входить до складу Ішлинської сільської ради.
Населення — 20 осіб (2010; 10 в 2002).
Національний склад:
- башкири — 90%